# Собор Браги
Кафедральный собор Браги (порт. Sé de Braga), Собор Пресвятой Девы Марии — католический собор в северном городе Брага (Португалия). По своему историческому и культурному значению одна из главных достопримечательностей страны.  
Римско-католическая церковь в благодаря своей долгой истории и художественному значению является одним из самых важных зданий в Португалии. Это малая базилика, резиденция архиепархии Браги и примаса архиепископа Португалии и Испании.

## История

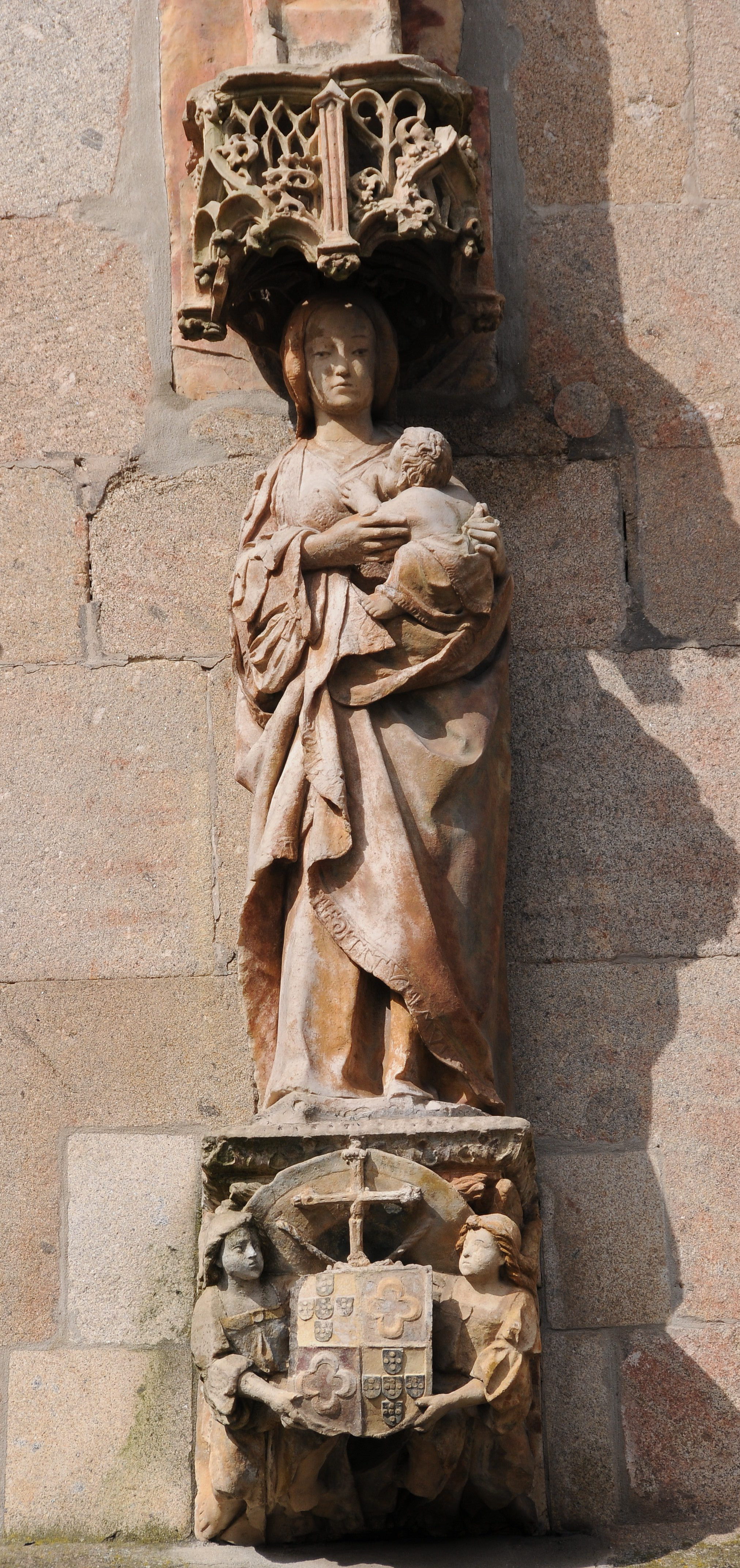
Носа-Сеньора-ду-Лейти

Епархия в Браге — одна из самых старых на Пиренейском полуострове; основана в III веке. Брага была центром христианизации северо-западной части полуострова (современные северная Португалия и Галисия). С древних времён в Браге сложилась своя оригинальная литургическая традиция, дошедшая до наших дней под именем брагского обряда. В V—VIII веках Брага принадлежала свевам и вестготам, продолжая оставаться важнейшим городом региона. С Брагой связано имя выдающегося церковного деятеля раннего Средневековья Мартина Брагского, бывшего здесь епископом. В 716 году Брага захвачена маврами, в 1071 году отвоёвана христианами.
После отвоевания Браги у мавров здесь была восстановлена епископская кафедра, епископ Педру немедленно инициировал строительство собора на месте древней разрушенной церкви. Собор был освящён в 1089 году, хотя к этому времени была завершена лишь апсида. Епископ планировал создать храм с тремя нефами, деамбулаторием и большим трансептом. Напоминанием об этом раннем проекте служит небольшая Восточная часовня, сегодня находящаяся за пределами самого собора.
Строительство продолжилось после 1095 года, когда граф Генрих стал правителем графства Португалия. В 1107 году папа Римский даровал Браге статус столицы архиепархии. Территория Брагской архиепархии распространялась почти на всю современную Португалию и Галисию, Брага была наряду с Толедо одним из двух главных церковных центров Пиренеев. В основных чертах собор был закончен к концу XII века, построен он был в романском стиле с сильным влиянием бургундской архитектуры и, в свою очередь, сильно повлиял на возводившиеся позднее в Португалии романские строения.

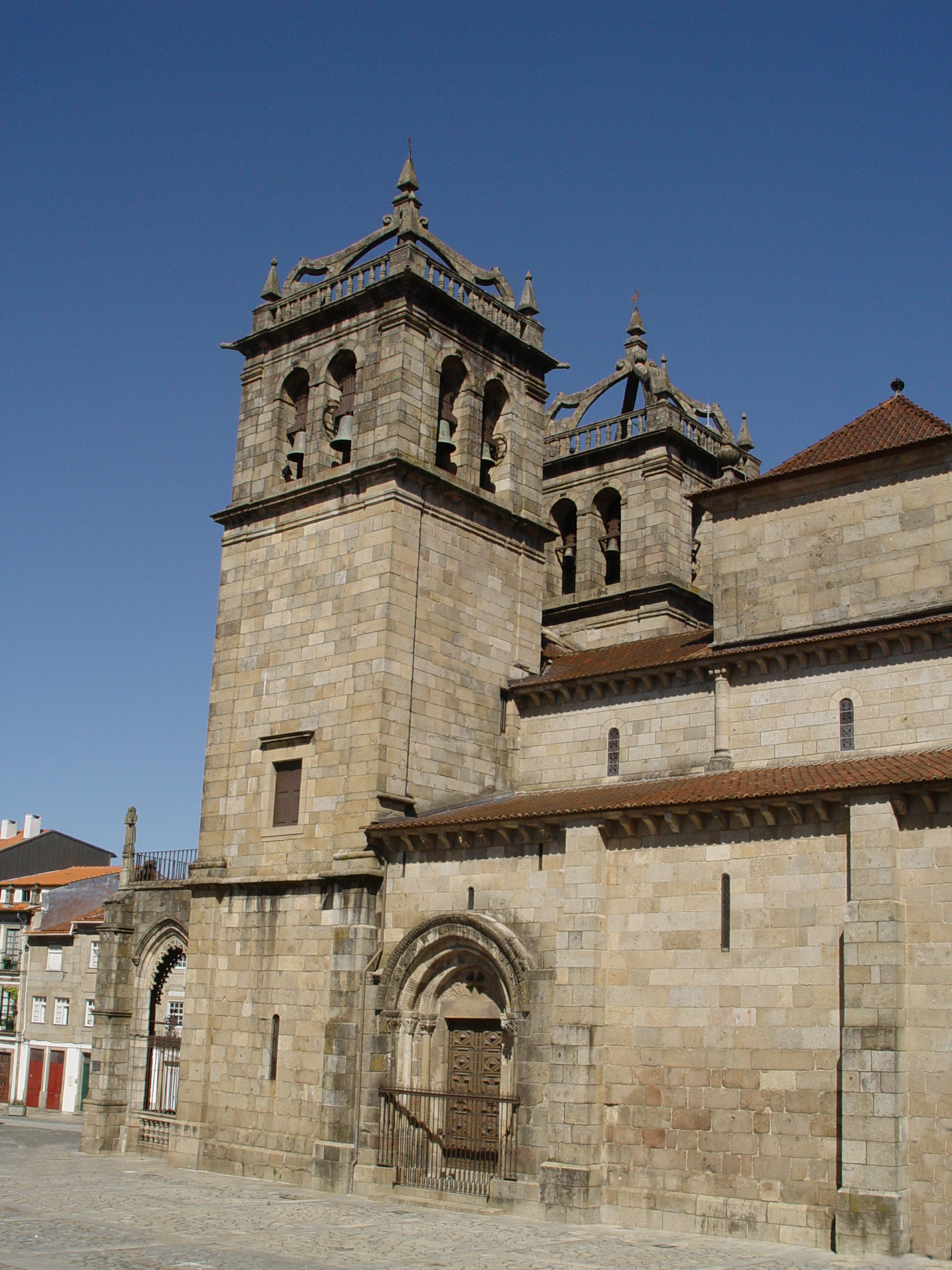
Южный фасад собора с романским порталом

В последующие века собор сильно перестраивался, так что к настоящему времени его архитектурный стиль — сплав различных черт романского, готического, барочного стилей и мануэлино. Особенно повлияла на изначальный облик собора пристройка к нему готического фасада, капелл и входной галереи, главной апсидной часовни в стиле мануэлино, башен и многочисленных элементов декора в стиле барокко.
В XIV веке к собору пристроили готические Королевскую капеллу, где перезахоронили Генриха Бургундского и его супругу Терезу, и капеллу Глория.
Изначальный романский главный фасад был полностью перестроен в начале XVI века в стиле поздней готики. Тогда же была создана готическая входная галерея за главным фасадом. В XVIII веке была перестроена верхняя часть главного фасада, и возведены невысокие симметричные колокольни. На южном фасаде собора сохранился романский портал.
В XVI веке была полностью перестроена апсида собора. Созданием главной апсидной часовни в стиле мануэлино руководил баскский архитектор Жуан де Кастильо, а инициатором её постройки был архиепископ Диогу де Соуза. На внешней стороне апсиды под небольшим готическим навесом находится статуя Девы Марии начала XVI века Носа-Сеньора-ду-Лейти (порт. Nossa Senhora do Leite), ставшая почитаемым образом и одним из символов Браги. По бокам статуи находятся гербы Португалии и архиепископа де Соузы.
В середине 70-х годов XX века кафедральный собор Браги являлся идеологическим и организационно-политическим центром правых антикоммунистических сил Португалии. Настоятель собора каноник Эдуарду Мелу Пейшоту был ведущим лидером антикоммунистического движения Жаркого лета. Проповедь архиепископа Франсишку Мария да Силва, произнесённая в соборе 10 августа 1975, обозначила важный рубеж политического противостояния, завершившегося победой правых сил.

## Интерьер

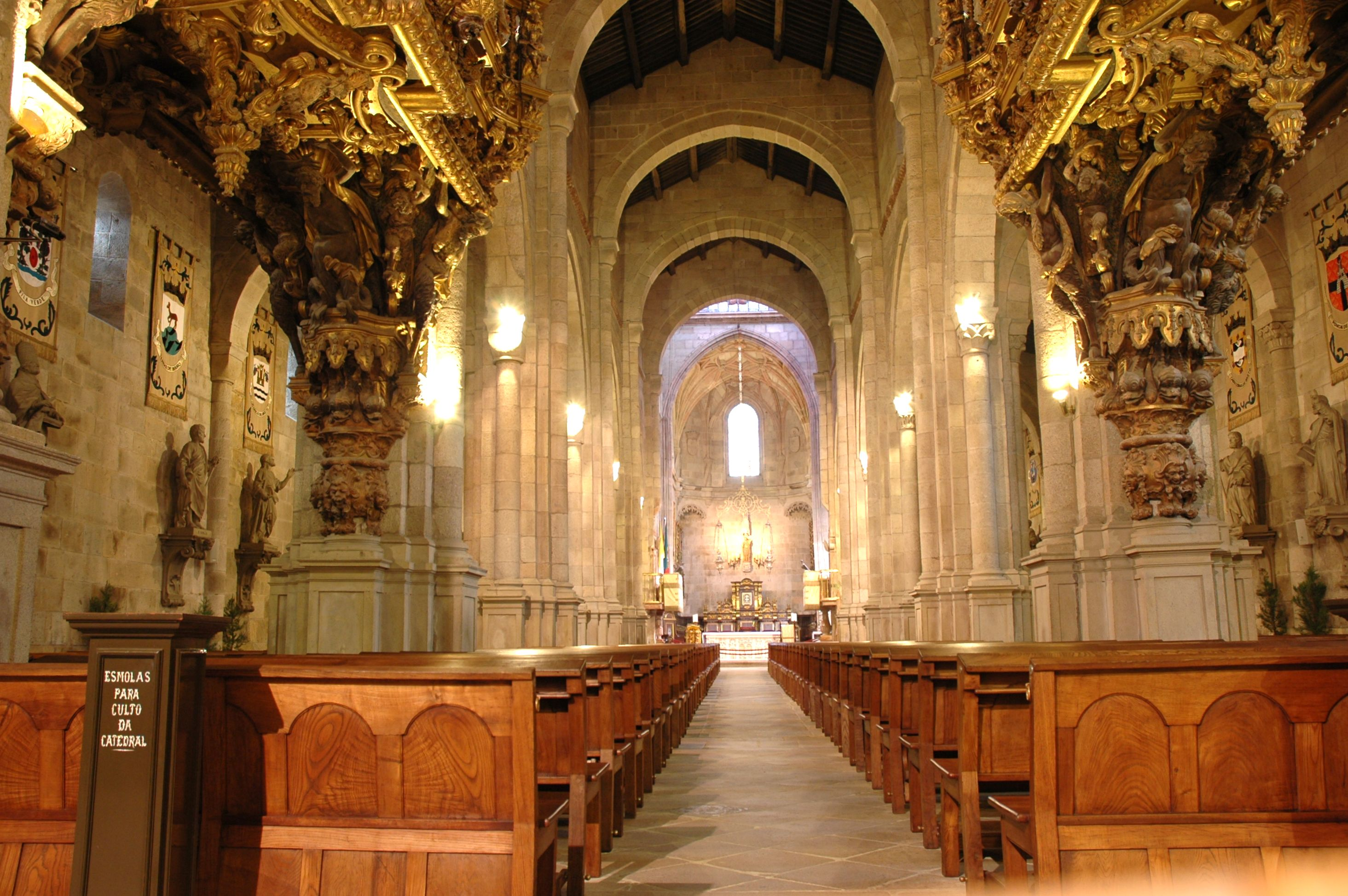
Интерьер собора

В плане Брагский собор имеет форму латинского креста, состоит из трёх нефов, трансепта и нескольких капелл разной стилистики — от романской до барочной. Главный неф в основном романский, сохранился с момента постройки. В XX веке в ходе реставрации были удалены некоторые более поздние добавления в архитектуру главного нефа и восстановлен его первоначальный облик.
Особо примечательна готическая капелла Глория, пристроенная к собору между 1326 и 1348 годами. В ней находится резная каменная гробница архиепископа Гонсалу Перрейры, которая считается шедевром португальской скульптуры XIV века. Над ней последовательно работали два мастера — Перу из Коимбры выполнил фигуру архиепископа в человеческий рост, а Телу Гарсия из Лиссабона создал фигуры апостолов на стенках саркофага и рельефы на торцах, изображающие распятие, символы евангелистов и Деву Марию с младенцем. Охраняют могилу шесть каменных львов.
В капелле Святого Геральда находятся мощи святого Геральда Брагского.
При соборе организован музей религиозного искусства, где хранятся старинные облачения и церковная утварь. Главная жемчужина сокровищницы — серебряная дарохранительница XVIII века, украшенная 450 алмазами.